# Dirka po Franciji 1908
Dirka po Franciji 1908 je bila 6. dirka po Franciji, ki je potekala od 13. julija do 9. avgusta 1908. Trasa dirke je bila ista kot leto poprej.
Za glavnega favorita je veljal zmagovalec Toura 1907 Lucien Petit-Breton, ki je to vlogo s petimi posamičnimi zmagami uspešno odigral do konca dirke. Na zmagovalne stopničke se je prvič v zgodovini Toura z drugim mestom uspelo povzpeti tudi nefrancoskemu kolesarju Luksemburžanu Françoisu Faberu - zmagal je na štirih etapah, poleg Francozov pa sta bila med deseterico še dva Italijana.
Ekipno je zmagalo moštvo Peugeot.

## Pregled
| Kategorije                          | Podatki     |
| ----------------------------------- | ----------- |
| Začetek-konec                       | Pariz-Pariz |
| Dolžina (km)                        | 4.488       |
| Število etap                        | 14          |
| Povprečna hitrost zmagovalca (km/h) | 28,740      |
| Kolesarjev                          | 112         |
| Tekmo končalo                       | 36          |

| Etapa | Datum     | Start in cilj      | Dolžina | Etapni zmagovalec        | Vodeči              |
| ----- | --------- | ------------------ | ------- | ------------------------ | ------------------- |
| 1     | 13. julij | Pariz - Roubaix    | 272 km  | Georges Passerieu        | Georges Passerieu   |
| 2     | 15. julij | Roubaix - Metz     | 398 km  | Lucien Petit-Breton      | Georges Passerieu   |
| 3     | 17. julij | Metz - Belfort     | 259 km  | François Faber           | Lucien Petit-Breton |
| 4     | 19. julij | Belfort - Lyon     | 309 km  | François Faber           | Lucien Petit-Breton |
| 5     | 21. julij | Lyon - Grenoble    | 311 km  | Georges Passerieu        | Lucien Petit-Breton |
| 6     | 23. julij | Grenoble - Nica    | 345 km  | Jean-Baptiste Dortignacq | Lucien Petit-Breton |
| 7     | 25. julij | Nica - Nîmes       | 345 km  | Lucien Petit-Breton      | Lucien Petit-Breton |
| 8     | 27. julij | Nîmes - Toulouse   | 303 km  | François Faber           | Lucien Petit-Breton |
| 9     | 29. julij | Toulouse - Bayonne | 299 km  | Lucien Petit-Breton      | Lucien Petit-Breton |
| 10    | 31. julij | Bayonne - Bordeaux | 269 km  | Georges Paulmier         | Lucien Petit-Breton |
| 11    | 2. avgust | Bordeaux - Nantes  | 391 km  | Lucien Petit-Breton      | Lucien Petit-Breton |
| 12    | 4. avgust | Nantes - Brest     | 321 km  | François Faber           | Lucien Petit-Breton |
| 13    | 1. avgust | Brest - Caen       | 415 km  | Georges Passerieu        | Lucien Petit-Breton |
| 14    | 4. avgust | Caen - Pariz       | 251 km  | Lucien Petit-Breton      | Lucien Petit-Breton |